# Cratere Shternberg
Shternberg è un cratere lunare di 74,36 km situato nella parte nord-orientale della faccia nascosta della Luna.